# Marquesado de Valero
El marquesado de Valero es un  título nobiliario español creado el 19 de septiembre de 1636 por el rey Felipe IV a favor de Juan Manuel López de Zúñiga Sotomayor y Mendoza, señor de Valero y IX duque de Béjar.
Posteriormente, el título fue rehabilitado en dos ocasiones: la primera en 1925, en favor de Joaquín Fernández de Córdoba y Osma, y la segunda en 2024, en favor de Beltrán de Soto y Fernández de Córdova.
Su denominación se refiere al municipio de Valero en la provincia de Salamanca.

## Marqueses de Valero
|                               | Titular                                                                | Periodo                |
| Creación por Felipe IV        | Creación por Felipe IV                                                 | Creación por Felipe IV |
| ----------------------------- | ---------------------------------------------------------------------- | ---------------------- |
| I                             | Juan Manuel López de Zúñiga Sotomayor y Mendoza                        | 1636-1660              |
| II                            | Baltasar de Zúñiga y Guzmán                                            | 1660-1727              |
| III                           | María de Loreto Leonor Dávila de Zúñiga y Messía                       | 1727-1749              |
| IV                            | Ana María Sarmiento de Sotomayor y Fernández de Córdoba                | 1749-1770              |
| V                             | José María Fernández de Córdoba-Figueroa y Sarmiento de Sotomayor      | 1770-1806              |
| VI                            | Juana Nepomucena Fernández de Córdoba Villarroel y Spínola de la Cerda | 1806-1808              |
| VII                           | Cayetano de Silva y Fernández de Córdoba                               | 1808-1865              |
| VIII                          | Agustín de Silva y Bernuy                                              | 1865-1872              |
| Rehabilitado por Alfonso XIII |                                                                        |                        |
| IX                            | Joaquín Fernández de Córdoba y Osma                                    | 1925-1957              |
| X                             | Gonzalo Alfonso Fernández de Córdoba y Larios                          | 1959-2013              |
| Rehabilitado por Felipe VI    |                                                                        |                        |
| X                             | Beltrán de Soto y Fernández de Córdova                                 | 2024-                  |

## Historia de los marqueses de Valero
- Juan Manuel López de Zúñiga Sotomayor y Mendoza I marqués de Valero,[3] IX duque de Béjar,[2] X marqués de Gibraleón,[3] XII conde de Belalcázar,[3] X conde de Bañares,[3] XII vizconde de la Puebla de Alcocer,[3] V duque de Mandas y Villanueva,[3] V marqués de Terrranova, justicia mayor y alguacil mayor hereditario de Castilla.[3]

Casó el 15 de julio de 1647 con Teresa Sarmiento de Silva y Fernández de Híjar, III marquesa de Alenquer, hija de Rodrigo de Silva Sarmiento y Villandrando, VIII conde de Salinas, VIII conde de Ribadeo y II marqués de Alenquer, y de su esposa Isabel Margarita Fernández de Híjar y Castro-Pinós, IV duquesa de Híjar, IV duquesa de Aliaga, IV duquesa de Lécera, IX condesa de Belchite, y III condesa de Guimerá. Le sucedió su hijo:
- Baltasar de Zúñiga y Guzmán (1658-1727), II marqués de Valero,[3] I duque de Arión y IV marqués de Alenquer.[3] Sin descendientes, le sucedió por sentencia, su sobrina:[9]

- María de Loreto Leonor Dávila de Zúñiga y Messía (Madrid, 2 de octubre de 1684-24 de octubre de 1749), III marquesa de Valero,[9] X marquesa de Loriana, V marquesa de la Puebla de Ovando, VII marquesa de Baides, XI condesa de Pedrosa, III marquesa de Arcicóllar, señora de Don Llorente y de Hortaleza.[9]

Casó el 23 de febrero de 1792, en Madrid, con su sobrino José Francisco Sarmiento de Sotomayor y Velasco, V conde de Salvatierra, grande de España, V marquesa del Sobroso, V conde de Pie de Concha, señor de Porriño y de Achas y brigadier de los Reales Ejércitos. Le sucedió su nieta, hija de José Manuel Sarmiento de Sotomayor y Dávila, que falleció antes que su padre en 1725), VI marqués del Sobroso, y de su esposa, Ana María Fernández de Córdoba-Figueroa.
- Ana María Sarmiento de Sotomayor y Fernández de Córdoba (20 de mayo de 1725-18 de febrero de 1770), IV marquesa de Valero,[10], VI condesa de Salvatierra, VII marquesa de Baides, XI marquesa de Loriana, VI marquesa de la Puebla de Ovando, VII marquesa del Sobroso, XII condesa de Pedrosa y  VIII marquesa de Jódar.[10]

Casó el 24 de junio de 1739, en Madrid, con su primo segundo, Juan de la Mata Vicente Fernández de Córdoba-Figueroa y Spínola. Le sucedió su hijo:
- José María Fernández de Córdoba-Figueroa y Sarmiento de Sotomayor (Madrid, 23 de noviembre de 1747-12 de junio de 1806), V marqués de Valero,[10] VII conde de Salvatierra, IX marqués de Baides, XII marqués de Loriana, VII marqués de la Puebla de Ovando, VIII marqués del Sobroso, IX marqués de Jódar y XIII conde de Pedrosa.[10]

Casó en primeras nupcias con Sinforosa González de Castejón y Silva y en segundas, el 9 de febrero de 1774, en Madrid, con María Antonia Fernández de Villarroel y Villacís Vargas y Manrique.  Le sucedió su hija de su segundo matrimonio:
- Juana Nepomucena Fernández de Córdoba Villarroel y Spínola de la Cerda (Madrid, 6 de agosto de 1785-ibid, 25 de mayo de 1808), VI marquesa de Valero,[10] VIII condesa de Salvatierra,[6] IX marquesa del Sobroso, XIII marquesa de Loriana, X marquesa de Baides, X marquesa de Jódar, XIV condesa de Pedrosa, VIII marquesa de la Puebla de Ovando,[10] etc.

Casó el 9 de agosto de 1801, en Madrid, con José Rafael Fadrique de Silva Fernández de Híjar y Palafox (m. 16 de septiembre de 1863), VIII marqués de Rupit,  VIII duque de Bournonville, XVI duque de Lécera, XII duque de Híjar, XVIII conde de Ribadeo, XI conde de Vallfogona, XII duque de Aliaga, VIII duque de Almazán, VIII marqués de Orani,  marqués de Almenara, XVI marqués de Montesclaros, XIII conde de Palma del Río, XXI conde de Belchite,  XVI conde de Salinas,  X conde de Guimerá,  XIV conde de Aranda,  XII conde de Castellflorit, IX marqués de Torres de Aragón, IX marqués de Vilanant, XI vizconde de Alquerforadat,  XX vizconde de Ebol, Sumiller de Corps de los reyes Fernando VII e Isabel II, caballero de la Orden del Toisón de Oro, gran cruz de Carlos III y senador.   Le sucedió su hijo primogénito:
- Cayetano de Silva y Fernández de Córdoba (Madrid, 8 de noviembre de 1805-Perpiñán, 25 de enero de 1865), VII marqués de Valero,[13] XIX conde de Ribadeo,[13] IX conde de Salvatierra, XVII conde de Salinas,[13] XVII duque de Lécera,[8] XIII duque de Híjar, VIII duque de Almazán, IX duque de Bournonville, X marqués de Orani, XIV marqués de Almenara, X marqués de Vilanant, XI marqués de Jódar, XIII conde de Aranda, XIII conde de Vallfogona, vizconde de Alquerforadat, XXI vizconde de Ebol.

Casó el 11 de enero de 1826, en Madrid, con María Soledad Bernuy y Valda, hija de Ana Agapita de Valda y Teigeiro, IX marquesa de Valparaíso, marquesa de Albudeite.  Le sucedió su hijo:
- Agustín de Silva y Bernuy (Madrid, 10 de mayo de 1822-16 de mayo de 1872), VIII marqués de Valero,[14] XX conde de Ribadeo,[14] XVIII conde de Salinas,[14] XX conde de Ribadeo,[14]  XVIII duque de Lécera,[8] XIV duque de Híjar,[8] IX duque de Bournonville,[14] VIII marqués de San Vicente del Barco,[14] XI marqués del Sobroso, XII marqués de Almenara, XXIII conde de Belchite, VII marqués de Rupit, XIV conde de Aranda, conde de Castellflorit, X conde de Salvatierra, vizconde de Alquerforadat, vizconde de Ebol, príncipe della Portella.

Casó el 5 de enero de 1852, en Madrid, con su tía, Luisa Ramona Fernández de Córdoba y Vera de Aragón, hija de Francisco de Paula Fernández de Córdoba y Lasso de la Vega, XIX conde de la Puebla del Maestre, y de María Manuela de Vera de Aragón y Nin de Zatrillas, marquesa de Peñafuerte. Sin descendientes.
Rehabilitación en 1925:
- Joaquín Fernando Fernández de Córdoba y Osma (Biarritz, 21 de septiembre de 1870-Madrid, 19 de noviembre de 1957), IX marqués de Valero,[15] II y IV marqués de Griñón,[16] VIII duque de Arión,[17] II conde de Santa Isabel, grande de España,[18] II duque de Cánovas del Castillo,[19] XI marqués de Mancera,[20] XV marqués de Povar,[20] XI marqués de Malpica, II marqués de la Puente,[21] II marqués de Cubas, II marqués de Alboloduy, V marqués de la Puente y Sotomayor[22] y X conde de Berantevilla. Era hijo de Fernando Fernández de Córdoba y Álvarez de Bohorques, VII duque de Arión[17] y XIV marqués de Povar, y de Blanca de Osma y Zabala —hija de Ana Zavala de la Puente, I marquesa de la Puente, grande de España y IV marquesa de la Puente y Sotomayor,[22] y de su esposo José Joaquín de Osma y Ramírez de Arellano, embajador de Perú en España—.[21][23] Fue elegido diputado por Toledo en 1896 y en abril de 1903, y senador como grande de España en 1905.[23]

Casó el 1 de diciembre de 1905 con María de la Luz Mariátegui y Pérez de Barradas, IV marquesa de Bay. Le sucedió su nieto, hijo de Fernando Fernández de Córdova y Mariátegui, XVI marqués de Povar, y de su esposa Natalia Larios y Fernández de Villavicencio:
- Gonzalo Alfonso Fernández de Córdova y Larios (Málaga, 14 de febrero de 1934-Madrid, 13 de agosto de 2013[24]) X marqués de Valero,[20] IX duque de Arión,[20] III duque de Cánovas del Castillo, XII marqués de Mancera,[20] XIII marqués de Malpica,[20] XVII marqués de Povar, IV marqués de Alboloduy,[20] V marqués de Bay.[20]

Casado en primeras nupcias en 1951 con la princesa alemana Beatriz de Hohenlohe-Langenburg e Yturbe y en segundas, con María de los Reyes Mitjans y Verea, XXIII marquesa de Ardales. Le sucedió, por rehabilitación del título, su nieto, hijo de Marina Fernández de Córdova y Hohenlohe, XIII marquesa de Mancera, Grande de España.
Rehabilitación en 2024:
- Beltrán de Soto y Fernández de Córdova, XI marqués de Valero.[26]